# 日頃市村
日頃市村（ひころいちむら）は、1952年（昭和27年）まで岩手県気仙郡にあった村。現在の大船渡市日頃市町にあたる。

## 沿革
- 1889年（明治22年）4月1日 - 町村制施行にともない、旧来の日頃市村単独で村制施行。
- 1952年（昭和27年）4月1日 - 大船渡町・盛町・赤崎村・猪川村・立根村・末崎村と合併し、大船渡市となる。

## 行政

### 歴代村長
| 代    | 氏名           | 就任                       | 退任                       | 備考 |
| ----- | -------------- | -------------------------- | -------------------------- | ---- |
| 1 - 2 | 佐藤卯三郎     | 1889年（明治22年）5月19日  | 1895年（明治28年）5月      |      |
| 3     | 平山半四郎     | 1897年（明治30年）6月16日  | 1899年（明治32年）9月      |      |
| 4     | 佐々木重右ェ門 | 1900年（明治33年）1月28日  | 1902年（明治35年）3月29日  |      |
| 5     | 鈴木治右ェ門   | 1902年（明治35年）6月14日  | 1902年（明治35年）12月12日 |      |
| 6 - 7 | 佐々木重右ェ門 | 1903年（明治36年）1月27日  | 1907年（明治40年）8月28日  | 再任 |
| 8     | 鈴木源之助     | 1907年（明治40年）10月25日 | 1909年（明治42年）7月21日  |      |
| 9     | 平山半四郎     | 1909年（明治42年）7月22日  | 1910年（明治43年）12月20日 | 再任 |
| 10    | 鈴木佐助       | 1911年（明治44年）1月4日   | 1914年（大正3年）4月10日   |      |
| 11    | 中村善之助     | 1914年（大正3年）5月23日   | 1917年（大正6年）5月24日   |      |
| 12    | 渡辺八郎       | 1918年（大正7年）1月26日   | 1922年（大正11年）1月25日  |      |
| 13    | 平山初五郎     | 1922年（大正11年）1月26日  | 1926年（大正15年）1月25日  |      |
| 14    | 渡辺八郎       | 1926年（大正15年）2月3日   | 1930年（昭和5年）2月2日    | 再任 |
| 15    | 伊藤喜太郎     | 1930年（昭和5年）2月3日    | 1933年（昭和8年）5月11日   |      |
| 16    | 鈴木平三郎     | 1933年（昭和8年）11月6日   | 1934年（昭和9年）9月21日   |      |
| 17    | 平山五郎助     | 1934年（昭和9年）10月21日  | 1938年（昭和13年）9月20日  |      |
| 18    | 渡辺八郎       | 1938年（昭和13年）10月24日 | 1941年（昭和16年）3月31日  | 三任 |
| 19    | 佐藤誠一       | 1941年（昭和16年）7月8日   | 1945年（昭和20年）5月17日  |      |
| 20    | 猪股善助       | 1945年（昭和20年）6月8日   | 1947年（昭和22年）1月20日  |      |
| 21    | 鈴木八五平     | 1947年（昭和22年）4月6日   | 1951年（昭和26年）4月5日   |      |
| 22    | 伊藤喜一       | 1951年（昭和26年）5月15日  | 1952年（昭和27年）3月31日  |      |

## 交通
- 岩手開発鉄道日頃市線：長安寺駅 - 日頃市駅